# 충청남도 서산의료원
충청남도서산의료원(忠淸南道瑞山醫療院, Chungcheongnam-do Seosan Medical Center)은 충청남도 서산시에 위치한 충청남도청 산하의 공공병원이다. 충청남도 서산시 중앙로 149에 위치하고 있다.

## 연혁
- 1962년 도립 서산병원 개원
- 1983년 지방공사충청남도 서산의료원으로 변경
- 2006년 충청남도 서산의료원으로 변경

## 진료과목
내과, 외과, 소아청소년과, 산부인과, 정형외과, 비뇨기과, 신경외과, 이비인후과, 치과, 응급의학과(응급실), 건강관리과, 마취통증의학과(수술실), 영상의학과, 진단검사의학과, 안과, 신경과, 가정의학과